# Yoshinobu Harada
Yoshinobu Harada (japanisch 原田 欽庸 Harada Yoshinobu; * 17. Mai 1986 in der Präfektur Saitama) ist ein japanischer Fußballspieler.

## Karriere
Harada erlernte das Fußballspielen in der Schulmannschaft der Seiritsu Gakuen High School. Seinen ersten Vertrag unterschrieb er 2005 bei Mito HollyHock. Der Verein spielte in der zweithöchsten Liga des Landes, der J2 League. Für den Verein absolvierte er sechs Ligaspiele. 2011 wechselte er zum Drittligisten Tochigi Uva FC. 2012 wechselte er zum Ligakonkurrenten V-Varen Nagasaki. 2012 wurde er mit dem Verein Meister der Japan Football League und stieg in die J2 League auf. 2014 wechselte er zum Drittligisten Zweigen Kanazawa. 2014 wurde er mit dem Verein Meister der dritten Liga und stieg in die zweite Liga auf. Für den Verein absolvierte er 117 Ligaspiele. Im Januar 2018 unterschrieb er in Tochigi einen Vertrag beim Viertligisten Tochigi City FC. 2018, 2020, und 2022 wurde er Meister der Kantō-Regionalliga. 2023 wurde er Vizemeister der Kantō Soccer League und qualifizierte sich für die Japanese Regional Football Champions League. Hier wurde man erster und stieg in die vierte Liga auf. Am Ende der Spielzeit 2024 feierte er mit Tochigi die Meisterschaft und stieg in die dritte Liga auf.

## Erfolge
Tochigi City FC
- Japanischer Viertligameister: 2024  ▲
- Kantō-Regionalliga: 2018, 2020, 2022
- Japanese Regional Football Champions League: 2023  ▲